# Мокієвські
Мокієвські гербу Ясенчик (пол. Mokijewski) — шляхетський рід.

## Походження
Мокієвські належали до православних шляхетських родів Білоцерківського староства Київського воєводства. Представники роду обіймали керівні посади в Переяславському та Київському козацьких полках.

## Відомі представники
- Костянтин Мокієвський (пом. 1709) — полковник київський (1691—1708), полковник чигиринський (1708—1709).
- Марина Мокієвська (бл. 1624—1707) — ігуменя Києво-Печерського Вознесенського і Глухівського Успенського дівочих монастирів.
- Михайло Мокієвський (пом. після 1688) — баришівський сотник, переяславський полковий писар.[5]